# Monumento natural Cerro Alcázar

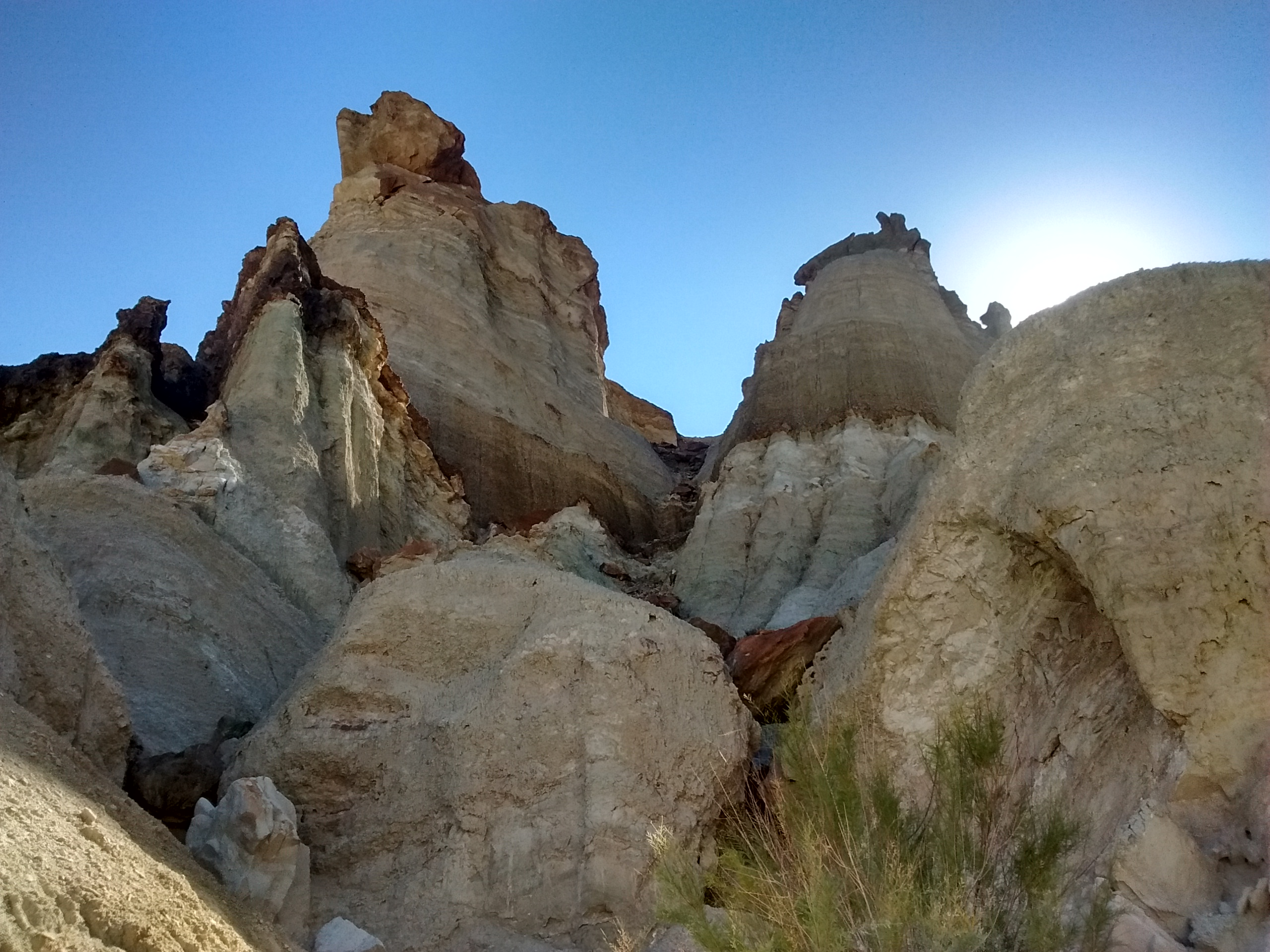
El Alcázar, Calingasta, provincia de San Juan.

El monumento natural Cerro Alcázar es un área natural protegida de Argentina, que resguarda la región que circunda al cerro Alcázar. Está ubicado en el extremo suroeste de la provincia de San Juan, en el centro oeste del departamento Calingasta en cercanías de la localidad de Tamberías, aproximadamente en la posición 31°28′41″S 69°23′38″O / -31.47806, -69.39389.

## Características
El cerro Alcázar presenta una policromía y caprichosas formas producidas por la erosión a través de cientos de años. Pertenece a la formación triásica de Calingasta que aflora en las estribaciones occidentales de la sierra del Tontal, sobre la margen derecha del río de los Patos. Según la regionalización considerada por la Administración de Parques Nacionales de Argentina, dicho cerro queda comprendido dentro de la ecorregión del monte de sierras y bolsones.
Él se encuentra a unos 22 km al norte de la localidad de Barreal y a 155 km de la ciudad de San Juan. Se accede por la ruta nacional 149, desde la cual es perfectamente visible.

## Objetivo de conservación
Fue declarado monumento natural mediante el decreto provincial n.º 271/1993 a través de un convenio celebrado entre el Estado y el dueño del predio. La declaración protege 1000 ha del cerro y su entorno circundante, resguardando sus particularidades paisajísticas y geológicas. Según los estudios realizados, la formación del Alcázar es contemporánea a la de Ischigualasto o Valle de la Luna, en el norte provincial.

El objetivo es preservar este cerro, constituido por materiales sedimentarios cuyo pasado se remonta a comienzos de la era mesozoica. Su colorido proviene de sedimentos de la edad Triásica, en tanto que sus formas caprichosas han sido producidas por la erosión de cientos de años.